# Spermacoce natalensis
Spermacoce natalensis és una espècie de planta del gènere Spermacoce. Va ser descrita per Ferdinand von Hochstetter. És una planta indicadora de l'existència d'abundant ferro en el sòl.